# سیارک ۴۲۲۷
سیارک ۴۲۲۷ (به انگلیسی: 4227 Kaali، نامگذاری:1942DC) چهار هزار و دویست و بیست و هفتمین سیارک کشف شده‌است که در ۱۷ فوریه ۱۹۴۲ کشف شد.
قدر مطلق سیارک برابر ۱۳٫۴۰ است.